# Combat de Llívia
En l'inici del seu govern de l'Àndalus el 730, Abd-ar-Rahman ibn Abd-Al·lah al-Ghafiqí fou impugnat per Uthman ibn Naissa, el valí d'Arbuna (Narbona), conegut entre els francs com Munussa, i sabent de l'opressió que patien els amazics al nord d'Àfrica, va pactar una treva amb Odó el Gran, casant-se amb Lampègia, la filla del duc.
Segons Antoni Rovira i Virgili aquest episodi correspon a una llegenda i no va existir cap Manusa.

## El setge de Llívia
El sirià Gedhi ibn Zeyan fou enviat en secret per Abd-ar-Rahman al-Ghafiqí amb un esquadró de cavalleria lleugera per capturar viu o mort a Uthman ibn Naissa, sent localitzat a Llívia on va quedar assetjat. Gehdi va ordenar tallar el subministrament d'aigua a la ciutat i la situació es va fer desesperada. Essent inevitable la rendició, Munussa va fugir a través dels penyasegats aprofitant la foscor de la nit, juntament a la seva dona i alguns fidels.
Un endarreriment per salvar Lampègia de caure en mans dels seus perseguidors va permetre a les forces sirianes atrapar el grup. L'escorta fou eliminada però Munussa es va negar a rendir-se i, per evitar ser capturat, es va suïcidar llançant-se a un penyasegat.

## Conseqüències
Lampègia va ser capturada i enviada al valí Abd-ar-Rahman al-Ghafiqí juntament amb el cap tallat de Munussa. Finalment la seva muller enviada a l'harem del califa a Damasc.
La rebel·lió estava liquidada, però calia castigar Odó el Gran que l'havia recolzat. Abd-ar-Rahman al-Ghafiqí va decidir trencar el tractat del 725 i va ordenar la preparació d'un gran exèrcit que la propera primavera de l'any 732 havia d'assolar Aquitània. L'expansió cap al nord, a través del Ducat d'Aquitània i el Regne franc tornaven a estar obertes, de manera que Abd-ar-Rahman ibn Abd-Al·lah al-Ghafiqí va iniciar la campanya que duria a la seva derrota batalla de Tours contra Carles Martell.